# Pulau Terbakar
Pulau Terbakar is een bestuurslaag in het regentschap Merangin van de provincie Jambi, Indonesië. Pulau Terbakar telt 813 inwoners (volkstelling 2010).